# Tillandsia confertiflora
Tillandsia confertiflora är en gräsväxtart som beskrevs av Éduard-François André. Tillandsia confertiflora ingår i släktet Tillandsia och familjen Bromeliaceae. Inga underarter finns listade i Catalogue of Life.